# 南北战争军团徽章
南北战争中的军徽章最初是由联邦军士兵戴在其平顶军帽（kepi）的顶部，帽子的左侧或他们的左胸上方的。这个想法起源于菲利普·科尔尼（Philip Kearny）少将下令他的士兵在帽子上缝一块两英寸见方的红布，以避免战场上的混乱。 约瑟夫·胡克少将执掌波托马克军团后，采纳了这个想法，方便辨识远处的士兵。

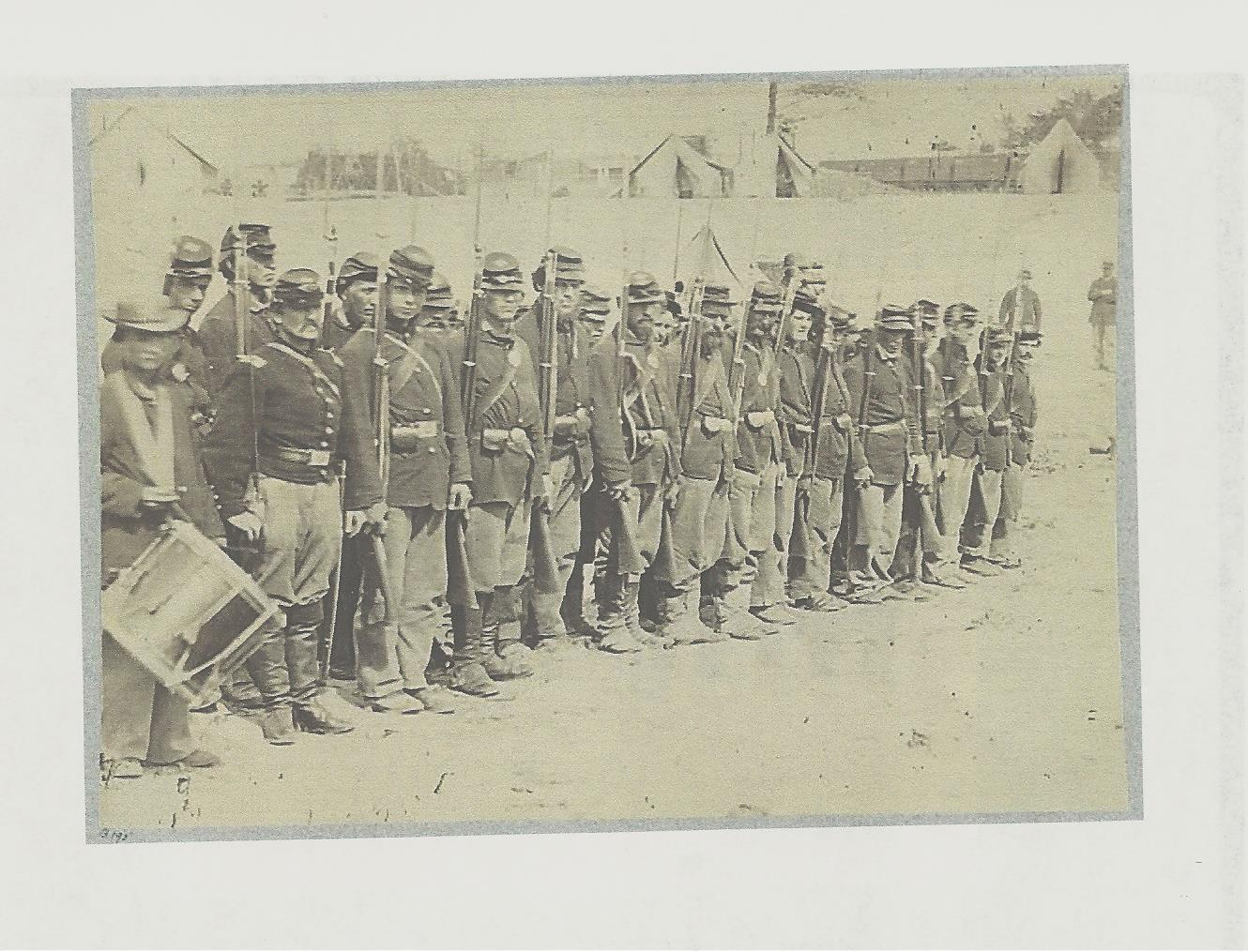
弗吉尼亚州弗雷德里克斯堡战役后的宾夕法尼亚第110步兵团C连；照片显示了戴在士兵帽顶的第3军第2师的白色菱形徽章

胡克的参谋长，丹尼尔·巴特菲尔德（Daniel Butterfield）少将被指派为每个军设计独特形状的徽章。 巴特菲尔德还指定，军中的每个师都应该使用不同颜色的徽章。师级部队徽章的颜色如下：
1. 红色 - 军第1师
2. 白色 - 军第2师
3. 蓝色 - 军第3师

这些被用于联邦军波托马克陆军。在大多数情况下，这些规则被其他联邦军采用，但也有例外。例如，第13军从未采用过徽章，第19军的第1师戴红色徽章，第2师戴蓝色徽章，第3师戴白色徽章。
对于拥有三个师以上的陆军部队，存在着其他的标准：
1. 绿色 - 第6，9，20军的第4师
2. 黄色 - 第15军的第4师（据报告，橙色也被用作第5师徽章）
3. 多色 - 总部或炮兵（某些兵团）

应征士兵的徽章是用有色布料剪裁而成的，而军官的徽章则是私人制作的，质量较高。金属徽章通常由珠宝商制作，并为佩戴者量身定制。徽章最终成为陆军军规的一部分，并成为军团自豪感的重要来源。 

## 军徽章

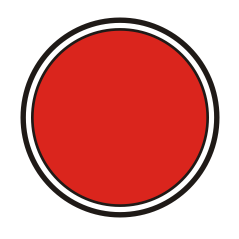
联邦军第1军第1师徽章
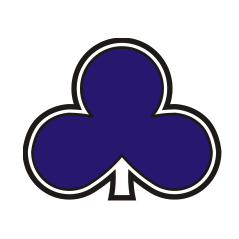
联邦军第2军第3师徽章
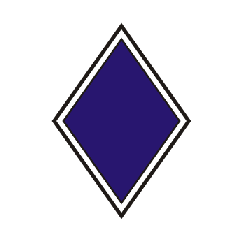
联邦军第3军第3师徽章
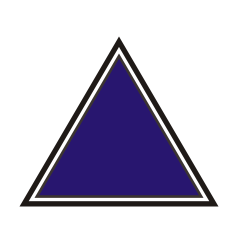
联邦军第4军第3师徽章
联邦军第5军第1师徽章
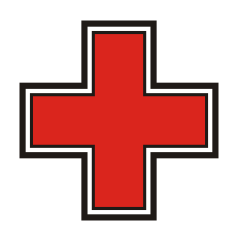
第6军联邦军第1师徽章
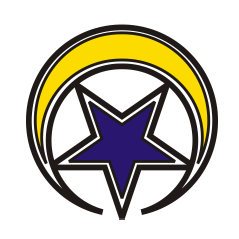
联邦军第7军第3师徽章
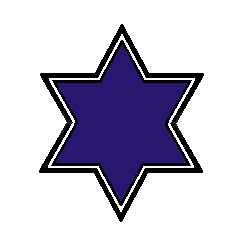
联邦军第8军第3师徽章
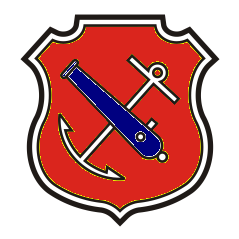
联邦军第9军第1师徽章
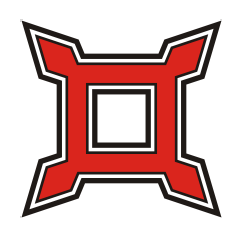
联邦军第10军第1师徽章
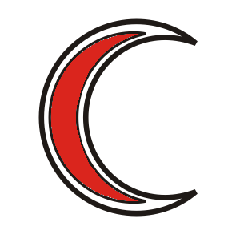
联邦军第11军第1师徽章
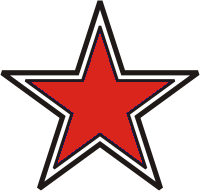
联邦军第12军第1师徽章
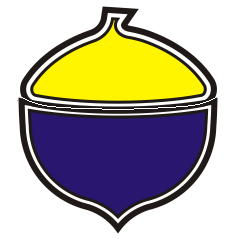
联邦军第14军第3师徽章
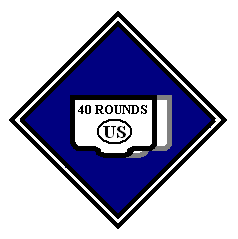
联邦军第15军第3师徽章
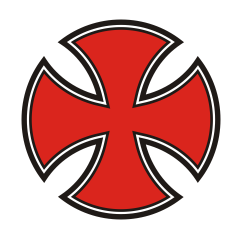
联邦军第16军第1师徽章
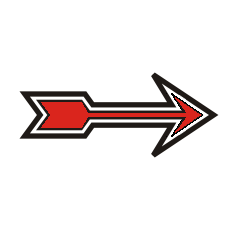
联邦军第17军第1师徽章
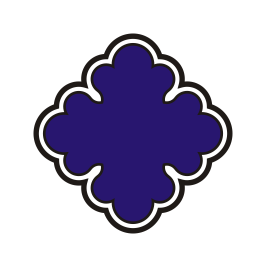
联邦军第18军第3师徽章
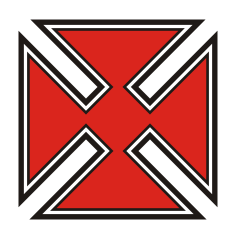
联邦军第19军第1师徽章
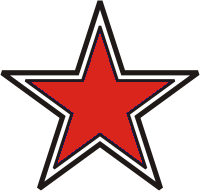
联邦军第20军第1师徽章
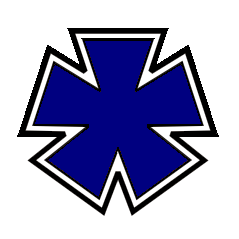
联邦军第22军第3师徽章
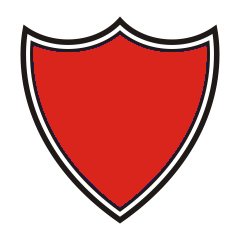
联邦军第23军第3师徽章
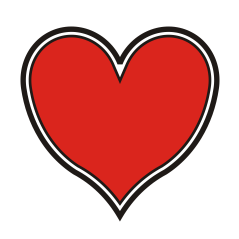
联邦军第24军第1师徽章
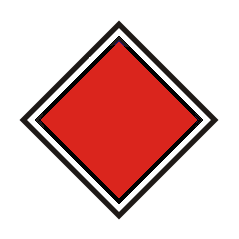
联邦军第25军第1师徽章

## 军旗

### 第1军，波托马克陆军
|       |       |       |
| 第1师 | 第2师 | 第3师 |

### 第2军，波托马克陆军
|          |        |       |
| 第1师    | 第2师  | 第3师 |
|          |        |       |
| 兵团总部 | 炮兵旅 | 军需  |

### 第3军，波托马克陆军
|       |       |       |
| 第1师 | 第2师 | 第3师 |

### 第4军，坎伯兰郡陆军
|       |       |       |
| 第1师 | 第2师 | 第3师 |

### 第5军，波托马克陆军
|       |       |       |
| 第1师 | 第2师 | 第3师 |

### 第6军，波托马克陆军
|       |       |       |
| 第1师 | 第2师 | 第3师 |

### 第7军，阿肯色州部
|       |       |       |
| 第1师 | 第2师 | 第3师 |

### 第8军，中部
|       |       |       |
| 第1师 | 第2师 | 第3师 |

### 第9军，波托马克陆军
|       |       |       |
| 第1师 | 第2师 | 第3师 |
|       |       |       |
| 第4师 |       |       |

### 第10军，南方部
|       |       |       |
| 第1师 | 第2师 | 第3师 |

### 第11军，波托马克陆军
|       |       |       |
| 第1师 | 第2师 | 第3师 |

### 第12军，波托马克陆军
|       |       |       |
| 第1师 | 第2师 | 第3师 |

### 第13军，田纳西州陆军
第13军没有指定徽章。

### 第14军，坎伯兰郡陆军
|       |       |       |
| 第1师 | 第2师 | 第3师 |

### 第15军，田纳西州陆军
|       |       |       |
| 第1师 | 第2师 | 第3师 |
|       |       |       |
| 第4师 | 总部  |       |

### 第16军，西密西西比部
|       |       |       |
| 第1师 | 第2师 | 第3师 |

### 第17军，田纳西州陆军
|       |       |       |
| 第1师 | 第2师 | 第3师 |

### 第18军，詹姆斯军
|       |       |       |
| 第1师 | 第2师 | 第3师 |

### 第19军，中军
|       |       |       |
| 第1师 | 第2师 | 第3师 |

### 第20军，坎伯兰郡陆军
|       |       |       |
| 第1师 | 第2师 | 第3师 |

注：20军的徽章与旧的12军相同； 20军从11和12军合并而来

### 第21军
|       |       |       |
| 第1师 | 第2师 | 第3师 |
|       |       |       |
| 总部  |       |       |

### 第22军，华盛顿部
|       |       |       |
| 第1师 | 第2师 | 第3师 |

### 第23军，俄亥俄州部和北卡罗来纳州部
|       |       |       |
| 第1师 | 第2师 | 第3师 |

### 第24军，弗吉尼亚部
|       |       |       |
| 第1师 | 第2师 | 第3师 |

### 第25军，詹姆斯大军得克萨斯州部
|       |       |       |
| 第1师 | 第2师 | 第3师 |

## 旅徽章
第1军，波托马克陆军
|  |  |  |
|  |  |  |
|  |  |  |